# 茶花女
《茶花女》（法語：La Dame aux camélias）是法国作家小仲马的小说之一，於1848年出版，后由大仲马改编为戏剧，于1852年2月2日在巴黎的Théâtre du Vaudeville首演，取得了巨大的成功。隔年意大利作曲家朱塞佩·威尔第将此故事改編為同名歌剧《茶花女》，把女主角替换成了Violetta Valéry。

## 小说背景
小仲馬早年想躋身文壇，但是总是差强人意，因此他想打名妓瑪麗·杜普萊西（Marie Duplessis）的主意，便開始蒐集寫作的素材。在瑪麗患肺病咳血期間，他就開始醞釀小說《茶花女》，小仲馬一生中都不斷地為此懺悔。

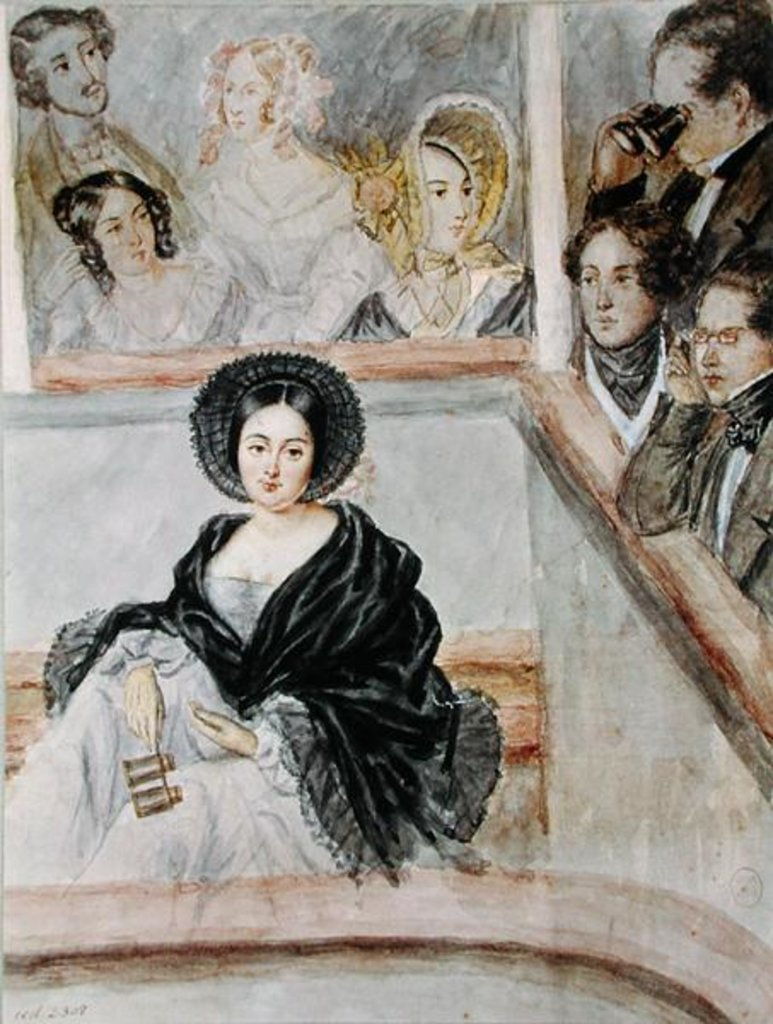
玛丽·杜普莱西

1842年小仲馬在“綜藝劇院”（Theatre des Varietes）遇見一位美女瑪麗·杜普萊西，“個子高高的，身材苗條，有烏黑的頭髮，臉色白裡透紅。她的頭型生得小巧玲瓏，一雙細長的、像日本女人似的眼睛又黑又亮，顧盼自如，衍生出無限風情。”即後來《茶花女》中瑪格麗特的原型，瑪麗·杜普萊西生於1824年，一個諾曼地的鄉村，原名是若絲‧阿爾丰西娜‧普勒絲（Rose Aphonsine Plessis），其父母離異，瑪麗15歲時便前往巴黎學做裁縫，十六歲當起交際花，改名瑪麗·杜普蕾絲。她喜愛華服珠寶，也偏愛茶花，逸樂淫亂的的環境讓瑪麗染上了肺結核。阿爾芒絲·布拉特是瑪麗在瑪德蘭路15號住所的鄰居，第一次相会便是由阿爾芒絲帶小仲馬去見的瑪麗。
小仲馬對瑪麗一見鍾情。一日，小仲馬在她的房間裡，發現她正在咳血，不斷地勸說瑪麗要保重身体。不久以后，瑪麗便成了小仲馬的情人。小仲馬的父親曾問他說：“你同這位姑娘交往，究竟是因為愛她，還是因為同情她？”但是他對瑪麗不肯退出上流聲妓事業的行為表示憤怒。有一天，小仲馬發現了瑪麗与一位名叫愛德華的年輕人來往的書信。1845年8月30日深夜，他與瑪麗寫了絕交書，書上稱：“且讓我們一起遺忘，你忘掉一個你應該不會關心的名字，而我忘掉一份不可能的幸福。”從此之后，兩個人就再也沒有見過面。不久，小仲馬隨大仲馬去西班牙旅行。後來瑪麗肺病沉重，即使在接待客人的時候也常常咯血不止。1847年2月3日，瑪麗病逝於巴黎，死時年僅二十三歲，后葬於蒙馬特公墓裏第15墓區。小仲馬得知此事後悲痛萬分。1847年6月，小仲馬開始閉門寫作，將這段故事寫成小說《茶花女》，使他一舉成名。
1852年小仲馬的話劇《茶花女》初演時，大仲馬正在布魯塞爾過著短期的流亡生涯，小仲馬給他的電報上說：“第一天上演時的盛況，足以令人誤以為是您的作品。”大仲馬回電說：“孩子，我最好的作品就是你。”

## 小说情节梗概
全書是由作者對故事中男主角阿爾芒・杜瓦爾的回憶記敘而成。以倒敘的手法開頭，從女主角瑪格麗特・戈蒂埃去世後開始，因緣際會下作者認識了阿爾芒，日後阿爾芒將回憶口述給作者，使他能夠寫出這篇故事。
阿爾芒・杜瓦爾讲述了自己如何初识玛格丽特并爱上她的故事。之后由于自己父亲的出面干涉，玛格丽特听取其父亲的想法主动与阿尔芒分开。阿尔芒一开始并不知道是父亲干预反而认为是玛格丽特为了金钱与他分手，曾出于愤怒羞辱玛格丽特。
玛格丽特死后，阿爾芒重回巴黎后。米利將茶花女的一本日记交给了他，阿爾芒才知道了她真挚的心灵。日记中写道：“除了你的侮辱是你始终爱我的证据外，我似乎觉得，你越是折磨我，等到你知道真相的那一天，我在你眼中就会显得越加崇高。”阿爾芒閱畢玛格丽特生前的日記本，怀着无限的悔恨与惆怅，偕同作者拜訪玛格丽特的債主和朋友，为爱人玛格丽特迁坟安葬，并在她的坟前摆满了白茶花。作者陪同阿爾芒拜訪杜瓦爾先生和阿爾芒的妹妹布朗什，和阿爾芒離別返回巴黎，帶著對玛格丽特的敬意將這段故事撰寫成書以告誡世人。

## 其他相关作品

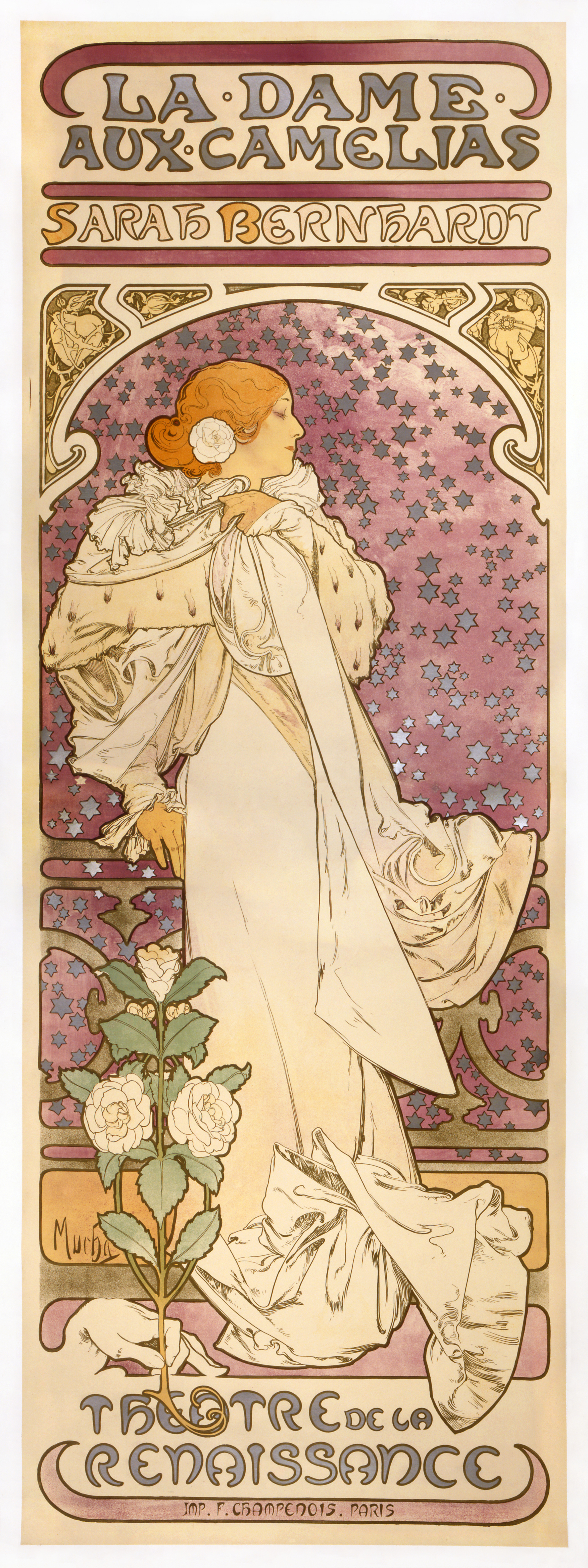
《茶花女》，阿爾豐斯·慕夏，1896年

光緒二十三年（1897年），林紓與王壽昌合譯小仲馬《巴黎茶花女遺事》，光緒二十五年一月在福州由畏廬刊行。是中國介紹西洋小說的第一部，一時風行全國。各版本譯文比較如下：
|  | 马克长身玉立，御长裙，仙仙然描画不能肖，虽欲故状其丑，亦莫知为辞。 |

|  | 她身材颀长苗条稍许过了点分，可她有一种非凡的才能，只要在穿着上稍稍花些功夫，就把这种造化的疏忽给掩饰过去了。她披着长可及地的开司米大披肩，两边露出绸子长裙的宽阔的镶边，她那紧贴在胸前藏手用的厚厚的暖手笼四周的褶裥都做得十分精巧，因此无论用什么挑剔的眼光来看，线条都是无可指摘的。 |

### 歌剧《茶花女》
著名作曲家威尔第根据小仲马的这部小说改编的歌剧《茶花女》（La traviata）。

### 好莱坞电影
好莱坞多度根据该小说改编成电影，其中較著名的有《茶花女》（Camille）。其他改編版本包括了波蘭的版本茶花女 (1994年电影)。
电影《红磨坊》（Moulin Rouge!, 2001）中的爱情情节取材于小仲马的这部小说。